# شهرستان وین (ایندیانا)
شهرستان وین، ایندیانا (به انگلیسی: Wayne County, Indiana) شهرستانی در ایالات متحده آمریکا است که در ایندیانا واقع شده‌است.